# Пендюхова, Наталья Валерьевна
Наталья Валерьевна Пендюхова (род. 9 октября 1988), в девичестве Новичкова — российская легкоатлетка, специалистка по бегу на длинные дистанции и кроссу. Выступала за сборную России по лёгкой атлетике с 2007 года, победительница и призёрка первенств всероссийского значения, участница ряда крупных международных стартов. Представляла Самарскую область. Мастер спорта России.

## Биография
Наталья Новичкова родилась 9 октября 1988 года.
Занималась лёгкой атлетикой в Самаре, проходила подготовку под руководством тренеров Владимира и Ирины Тимофеевых.
Впервые заявила о себе на международном уровне в сезоне 2007 года, когда вошла в состав российской национальной сборной и выступила на чемпионате Европы по кроссу в Торо — стартовала в юниорской гонке на 4,2 км и помогла своим соотечественницам выиграть серебряные медали командного зачёта.
В 2009 году получила серебро в дисциплине 6 км на весеннем чемпионате России по кроссу в Жуковском.
В 2011 году взяла бронзу в гонке на 6 км на весеннем чемпионате России по кроссу в Жуковском.
В 2013 году выиграла бег на 5000 метров на командном чемпионате России в Сочи. Будучи студенткой, представляла страну на домашней Универсиаде в Казани — в программе полумарафона с результатом 1:14:31 финишировала восьмой, россиянки при этом стали вторыми в командном зачёте.
Участница многих коммерческих стартов на шоссе в Европе, преимущественно во Франции.
В 2015 году уже под фамилией Пендюхова завоевала серебряную награду в кроссе на 6 км на весеннем кроссовом чемпионате России в Жуковском.